# Mudwoman (roman)
Mudwoman (titre original : Mudwoman) est un roman de l'écrivaine américaine Joyce Carol Oates, paru en 2012, et publié l'année suivante en version française.

## Résumé
Une très jeune enfant est jetée dans la boue d'un marécage, par sa mère, comme en sacrifice, sous le regard d'un dieu absent. Près de quarante ans plus tard, une femme président d'université, qui croit avoir tout oublié, connaît quelques troubles physiques, qui réactivent son désir inconscient de connaître son passé.
Le résumé de l'action ne saurait porter sur la totalité des 26 chapitres et 550 pages.
La fille-boue (mud-girl) deviendra-t-elle femme-boue (mud-woman) ou femme debout ?

## Détails
Une bonne partie du roman se déroule dans le nord-est de l'État de New York, à proximité des Monts Adirondacks, dans les marais de la Black River, et à Carthage (Comté de Herkimer).
Le texte entrecroise des épisodes situés entre avril 1965 et août 2003. Les vies privées sont partiellement transformées par les attentats du 11 septembre 2001 et la seconde guerre d'Irak.
Les personnages sont peu nombreux : 
- féminins : Mérédith, Marit Kraeck, Agatha Neukirchen, Jewell/Jedina, Livvie Skedd...
- masculins : Andre Litovik, Konrad Neukirchen, Suttis Coldham, Alexandre Stirk, George Leddy Heidemann, Oliver Kroll, Leonard Lockhardt, Floyd Skell, Hans Schneider, Carlos...
- autres : le Roi des corbeaux, dieu...

## Chapitre 1
Mudgirl sur la terre de Moriah. Avril 1965.
Moriah : Moriah (New York) et Mont Moriah (Genèse).
Une femme traîne une enfant qui porte une poupée usagée en caoutchouc, Dolly, dans une région désolée, au pied des Adirondacks, dans le marais de la Black Snake River, dans la Terre de Moriah, en avril 1965. Elle a été libérée du Centre de Détention du Comté de Herkimer, et a pu récupérer sa fille ou ses filles. Elle a été emprisonnée par un jugement du Tribunal des affaires familiales du comté pour maltraitance : enfants (Jewell 5 ans et Jedina 3 ans) sales et fouillant leur nourriture dans une benne à ordures, et sans doute attouchements par son compagnon aux cheveux hérissés lors de jeux secrets des chatouilles. Elle a su rester muette depuis son arrestation.
Dieu s'impatiente, et la femme aussi. Les corbeaux également. Aucun ange ne s'est présenté. Et la mère se doit de préparer sa fille pour le dernier sacrifice. Elle lui coupe les cheveux, grouillant de vermine, rase son crâne. La petite est nue, effrayée, grelottant, sanglotant, dans une chemise de nuit en papier...
La mère dérange un serpent, qui fuit. Elle suit un chemin de halage, qui devient une simple langue de terre. Elle jette la poupée dans la boue semée de déchets, dont un réfrigérateur, puis l'enfant, qui, aspirée par la boue froide et bouillonnante, continue à se débattre et à crier "Maman".

## Chapitre 2
Octobre 2002 : le café Black River.
Madame MR, la première présidente d'université, voyage en limousine Lincoln Town vers Ithaca (New York) et son immense campus de l'Université de Cornell, où elle a étudié autrefois (philosophie, psychologie, neuropsychologie, éthique...), et où elle doit assurer le discours inaugural, en relation peut-être imprudente avec le tout nouveau USA PATRIOT Act, devant les 1500 membres du congrès national de la prestigieuse Association Américaine des Sociétés Savantes.
À une heure au sud-ouest d'Ithaca, elle demande à son chauffeur Carlos de s'arrêter près d'un vieux pont. Elle descend faire un petit tour au bord de l'eau d'une rivière rapide. Lui reviennent des souvenirs de son enfance rurale à Carthage, où vivent encore son père, et sa mère, Konrad et Agatha Neukirchen, bons quakers. 
Mérédith Ruth Neukirchen  a été une brave Amazone guerrière, elle joue encore un rôle de Walkyrie rayonnante : grande taille, dos droit, visage séduisant, regard timide et vif, scrutateur, de faucon, cheveux coupés court. Elle est raisonnable, pragmatique, de son temps, brillante, sérieuse, idéaliste. Bourreau de travail, elle a le sens du travail en équipe, l'élégance, l'amabilité irrépressible, et une bonne assistante, Audrey Myles...
Elle est assaillie de souvenirs : ne pas avoir su protéger une tortue de la violence des garçons, ne pas avoir été invitée au bal de fin d'année des Terminales, alors qu'elle était major de sa promotion. Mais son amant (secret), Andre Litovik, est astronome et cosmologue, à l'Université de Cambridge (Massachusetts)... Elle se tord la cheville, et son chauffeur vient lui enlever quelque saleté aux chaussures.
Arrivée en avance à son hôtel d'Ithaca, elle consulte une carte de la région, loue une voiture, et disparaît... Elle est attirée par la beauté du paysage, puis s'égare dans une zone où la route s'est effondrée, l'amenant à prendre une déviation, puis de mauvais chemins : Mill Run Road. Près du Black River Café, elle croit voir un enfant allongé au bord de la route, elle fait un écart, et verse au fossé. C'est seulement une poupée, et aussi un vieux réfrigérateur, et l'odeur saumâtre d'eau croupie et de pourriture.
Son téléphone portable ne capte rien. Elle revient à pied au café chercher de l'aide : langue de terre, digue improvisée, silhouette de trappeur... Le pompiste prétend la reconnaître, elle s'appellerait Kraeck, Jewell ou Jedina. On la fait entrer, manger, boire. Puis...

## Prix et distinctions
- 2013 : Meilleur livre étranger 2013 du magazine Lire
- 2015 : Prix du meilleur roman des lecteurs de Points[1]